# Vilhelm Glückstadt
Vilhelm Salomon Glückstadt (født 18. februar 1885, død 3. april 1939) var en dansk filminstruktør og -direktør. Han var nevø til Landmandsbankens direktør Isak Glückstadt og kom i lære i banken. I 1908 blev han prokurist i import/eksportfirmaet Det skandinavisk-russiske Handelshus. Året efter skiftede firmaet forretningsområde til filmagentur, og i 1913 blev navnet A/S Filmfabriken Danmark og Glückstadt blev daglig leder af optagelsesteatret i Hellerup.

## Karriere
Vilhelm Glückstadt debuterede som instruktør i 1912 og han kendes nok bedst for Slægten (1912) og De Dødes Ø (1913). Han forlod Filmfabriken Danmark i 1916 for at blive redaktør for Københavns Børs-Tidende. Næste år blev han direktør i importselskabet A/S Continental Film Agency, og året efter også søsterselskabet A/S Star Film Company. Begge stillinger blev han suspenderet fra i 1919 efter en bedrageriaffære omkring ulovlig kopiering og eksport af amerikanske film.
Affæren handlede om, at Glückstadt har købt amerikanske film gennem svenskeren Axel Ullberg. Senere har han solgt dem videre til blandt andet Tyskland. Problemet opstod, fordi ifølge Ullberg blev han tvunget at underskrive en handel angående rettigheder, selv om han ikke ejede disse. Ifølge Glückstadt gav Ullberg et mundtligt tilsagn og underskrev senere en kontrakt. Koperingen foregik ved hjælp af direktøren og ingeniøren Alexander Christian.

## Familie
Hans far var grossereren Moritz Glückstadt (født 1837 i Fredericia - død 1897 i København). Hans mor Pauline Rosa, født Jacobsen i 1868 i København.
Vilhelm Glückstadts bror var ingeniør Carl Franz-Joseph Glückstadt (1882 - 1943). 
Da Vilhelm var 12 år gammel i 1897, døde hans far af kronisk nyrebetændelse.
Vilhelm Glückstadt blev den 26. marts 1923 gift med Rigmor Solveig Holmelund, født Engh i 1894 i Kristiania, Norge.
Af Vilhelms begravelsesprotokol fremgår, at han blev skilt og at han var forhenværende grosserer. Han døde den 3. april 1939 af tuberkulose og blev kremeret på Bispebjerg krematorium.

## Filmografi
- 1912 - Slægten
- 1912 - Konfetti
- 1912 - Zigeunerorkestret
- 1912 - De to Brødre
- 1912 - Det blaa Blod
- 1913 - Den sorte Varieté
- 1913 - Katastrofen i Dokken
- 1913 - De Dødes Ø
- 1913 - Krigskorrespondenter
- 1914 - Ungdomssynd
- 1914 - En Sømandsbrud
- 1914 - Hans første Kærlighed
- 1914 - Den Fremmede
- 1915 - For Barnets Skyld
- 1915 - Buddhas Øje
- 1915 - Britta fra Bakken
- 1915 - Enhver
- 1915 - I Storm og Stille
- 1915 - Sporet i Sneen
- 1918 - Kornspekulanten

## Fodnoter
1. ↑  Evt. Wilhelm, kaldet Willy